# Peršin
Peršin (lat. Petroselinum crispum)  je dvogodišnja biljna vrsta iz porodice štitarki, jedini je predstavnik u svome rodu. Tamnozeleni rasperjani listovi karakterističnog su mirisa, a žućkastozeleni cvjetići skupljeni su u sastavljene štice. Zeleni dijelovi sadržavaju eterično ulje, a upotrebljavaju se kao začin i kao droga Herba Petroselini u ljekarstvu. Iz plodova se dobiva eterično ulje u kojem ima apiola. Biljka se kultivira za začin u mnogim zemljama, na svim kontinentima. Srodan joj je divlji peršin.
Koristi se (korijen i lišće) kao začin, osobito za juhe, dekoracije jela i za poboljšanje okusa jela. Korjenasti peršin s lišćem se tijekom zime može čuvati u pijesku, a korijen može prezimiti i u zemlji jer je otporan. Za dekoraciju jela upotrebljava se lisnati peršin i sorta s gusto kovrčavim lišćem. Također se u prodaji može naći i kao osušeni list.
Pretečom današnjeg divljeg peršina se smatraju divovske papratnjače iz Pleistocena. Divlji peršin je bio omiljena hrana dinosaura, kako i biljojedima, tako i mesojedima (zbog velike količine bjelančevina i masti).
U Dalmaciji se češće koriste nazivi petersimul, petrušimul i petrusin koji u jezik dolaze iz venecijanskog 'petersemolo'.
- Lišća peršina.
- Cvjetovi
- Sjeme podvrste giganteum.

## Sinonimi
- Petroselinum segetum (L.) Koch = Sison segetum L.

## Vanjske poveznice
- O peršinu
- Petrusimul gre na sve